# Тузли (Миколаївський район)
Тузли́ — село в Україні, у Коблівській сільській громаді Миколаївського району Миколаївської області. Населення становить 920 осіб.

## Населення

### Мова
Розподіл населення за рідною мовою за даними перепису 2001 року:
| Мова       | Кількість | Відсоток |
| ---------- | --------- | -------- |
| українська | 727       | 80.42%   |
| російська  | 76        | 8.42%    |
| гагаузька  | 65        | 7.19%    |
| вірменська | 24        | 2.65%    |
| болгарська | 6         | 0.66%    |
| румунська  | 3         | 0.33%    |
| білоруська | 2         | 0.22%    |
| угорська   | 1         | 0.11%    |
| Усього     | 904       | 100%     |

## Історія
Станом на 1886 у селі, центрі Тузлівської волості Одеського повіту Херсонської губернії, мешкало 679 осіб, налічувалось 94 дворових господарства, існували православна церква та лавка. За 8 верст — лавка. За 15 верст — земська станція, лавка.